# Região Geográfica Intermediária de Goiânia
A Região Geográfica Intermediária de Goiânia é uma das seis regiões intermediárias do estado brasileiro de Goiás e uma das 134 regiões intermediárias do Brasil, criadas pelo Instituto Brasileiro de Geografia e Estatística (IBGE) em 2017. É composta por 80 municípios, distribuídos em seis regiões geográficas imediatas.
Sua população total estimada pelo Instituto Brasileiro de Geografia e Estatística (IBGE) para 1º de julho de 2018 é de 3 642 065 habitantes, distribuídos em uma área total de 76 842,778 km².
Goiânia é o município mais populoso da região intermediária, além de ser capital do estado, com 1 495 705 habitantes, de acordo com estimativas de 2018 do Instituto Brasileiro de Geografia e Estatística (IBGE).

## Regiões geográficas imediatas
| Região geográfica imediata                             | Municípios | População Estimativa 2018 | Área (km²) |
| ------------------------------------------------------ | --- | ------------------------- | ---------- |
| Região Geográfica Imediata de Goiânia                  | Abadia de Goiás Aparecida de Goiânia Aragoiânia Bela Vista de Goiás Bonfinópolis Brazabrantes Caldazinha Caturaí Goiânia Goianira Guapó Hidrolândia Nerópolis Nova Veneza Santo Antônio de Goiás Senador Canedo Terezópolis de Goiás Trindade Varjão                                | 2 504 867                 | 7 079,075  |
| Região Geográfica Imediata de Anápolis                 | Abadiânia Alexânia Anápolis Campo Limpo de Goiás Corumbá de Goiás Gameleira de Goiás Goianápolis Jaraguá Jesúpolis Leopoldo de Bulhões Ouro Verde de Goiás Petrolina de Goiás Pirenópolis Santa Rosa de Goiás São Francisco de Goiás São Miguel do Passa-Quatro Silvânia Vianópolis | 608 180                   | 14 616,974 |
| Região Geográfica Imediata de Catalão                  | Anhanguera Campo Alegre de Goiás Catalão Cumari Davinópolis Goiandira Ipameri Nova Aurora Ouvidor Três Ranchos | 164 108                   | 13 325,427 |
| Região Geográfica Imediata de Inhumas-Itaberaí-Anicuns | Adelândia Americano do Brasil Anicuns Araçu Avelinópolis Damolândia Heitoraí Inhumas Itaberaí Itaguari Itaguaru Itauçu Taquaral de Goiás | 159 931                   | 4 912,818  |
| Região Geográfica Imediata de Goiás-Itapuranga         | Araguapaz Aruanã Britânia Faina Goiás Guaraíta Itapirapuã Itapuranga Jussara Matrinchã Mossâmedes Mozarlândia Nova Crixás Novo Brasil Santa Fé de Goiás | 149 902                   | 32 067,596 |
| Região Geográfica Imediata de Pires do Rio             | Orizona Palmelo Pires do Rio Santa Cruz de Goiás Urutaí | 55 077                    | 4 840,888  |
| Total                                                  | 80 | 3 642 065                 | 76 842,778 |